# Callonychium luteimaculatum
Callonychium luteimaculatum là một loài Hymenoptera trong họ Andrenidae. Loài này được Strand mô tả khoa học năm 1910.